# Selvagens à Procura de Lei
Selvagens à Procura de Lei (também chamada apenas de Selvagens, ou ainda SAPDL) é uma banda brasileira de rock fundada em 2009 na cidade de Fortaleza, Ceará por Gabriel Aragão (guitarra, teclado e voz), Rafael Martins (voz e guitarra), Nicholas Magalhães (voz e bateria) e Rodrigo Brasil (baixo). A formação atual conta com Gabriel Aragão (guitarra, teclado e vocal), Jonas Rio (baixo), Matheus Brasil (bateria) e Plínio Câmara (guitarra).
Seus fãs são conhecidos como "mucambada". O grupo apresenta uma influência do rock nacional dos anos 1980, com letras e arranjos muito pertinentes. Também é possível associar à banda, certa influência do indie rock dos anos 2000, como The Strokes e Arctic Monkeys. Os Selvagens podem ser chamados de a primeira grande revelação do Rock Brasil na segunda década dos anos 2000, já tendo influenciado diversos artistas novos.
Ao todo o grupo possui quatro álbuns de estúdio, um álbum ao vivo e vários singles lançados.
Com uma discografia rica, os Selvagens figuram entre as principais bandas da nova geração do Brasil e já tocaram nos maiores festivais do país, além do Lollapalooza 2014 e 2018, e shows internacionais. Em dezembro de 2017 o grupo anunciou a primeira apresentação internacional que aconteceu em Buenos Aires, Argentina. Representaram o país em Moscou, durante a Copa do Mundo através da Brasil Music Exchange (BME), projeto de exportação de música brasileira. Em 2019, fizeram seu primeiro show Rock In Rio no palco SuperNova.
O músico Dinho Ouro Preto citou a banda como um dos destaques do rock brasileiro da década de 2010.

## História

### A formação (2009)
Antes da criação do grupo, Gabriel Aragão e Nicholas Magalhães moravam no mesmo prédio e costumeiramente, os dois iam para a garagem do prédio, onde tinha uma bateria, e tocavam músicas que gostavam. Os integrantes Rafael Martins e Caio Evangelista estudavam juntos e tocavam em bandas diferentes de covers em um concurso no seu tempo de colégio fundamental em Fortaleza, Ceará. Tempos depois Rafael convidou Caio para tocar juntos, passaram por umas três ou quatro bandas, até se ajuntarem a Nicholas Magalhães e Gabriel Aragão em 2009. Costumavam fazer cover de bandas como Red Hot Chili Peppers, The Beatles, Pink Floyd, Led Zeppelin, Rolling Stones e The Police. Ao ser perguntando sobre o nome da banda, Gabriel diz "No início por uma mistura entre o refrão de "Tempo Perdido" da Legião, e o música “Selvagem?” do álbum homônimo dos Paralamas. Então decidi ter uma banda com o nome Os Selvagens. De início pra chocar mesmo, porém mais tarde vi que o nome Selvagens não transmitia uma ideia completa. Quem lia o nosso nome, mas não nos via ao vivo, tinha outros pensamentos sobre a banda e em vez de chocar, desestimulava. Foi apenas no primeiro semestre da faculdade que juntei o “à Procura de Lei” e tirei o “Os” do nosso nome. O significado do nome “Selvagens à Procura de Lei” veio talvez da influência do nonsense dos anos 2000 com bandas como Queens of the Stone Age." O nome completo veio depois de uma aula de sociologia na faculdade Unifor, quando o seu professor disse ao fazer uma metáfora sobre a condição humana : “aqui na faculdade todos nós somos selvagens procurando por uma lei”, daí o surgimento do nome do grupo.

### Primeiros Lançamentos e Capital Inicial (2010-2012)
Em 2010, a banda lançou seu primeiro EP, Talvez eu Seja Mesmo Calado, mas eu sei Exatamente o que eu Quero, seguido de outro, chamado de Suas Mentiras Modernas, chamando a atenção do público, especialmente com sua canção "Mucambo Cafundó". O grupo ganhou destaque no cenário musical de Ceará o que levou à sua participação nos grandes festivais regionais.
No ano seguinte, o grupo lançou seu primeiro álbum de estúdio Aprendendo a Mentir, produzido por Iuri Freiberger, gravado nos estúdios Casona, em Recife, e masterizado em São Paulo. O trabalho reuniu regravações e cinco canções inéditas. No mesmo ano, lançou dois videoclipes oficiais, "Amigos Libertinos" e "Mucambo Cafundó". Ainda em 2011, continuou fazendo participações em vários festivais em Fortaleza e São Paulo, dentre outras performances, como o Festival Planeta Terra.
Em 2011, a banda lançou o EP Lado C, que incluiu duas canções novas, "Ficando Velho" e "Rotina Blasé", e um cover de Milton Nascimento e Fernando Brant, "Travessia".
No ano seguinte, concorreu ao prêmio VMB 2012, na categoria Aposta MTV. No prêmio Multishow 2012, dividiu o palco com Capital Inicial tocando "Fátima", música do Capital Inicial e "Mucambo Cafundó".

### Segundo álbum, mudança para São Paulo e Lollapaloza(2013-2014)
Em 2013, a banda lançou o segundo álbum de estúdio autointitulado Selvagens à Procura de Lei, produzido e mixado por David Corcos, através da Universal Music. O disco era pra ser um relançamento das músicas do primeiro trabalho, porém os músicos trouxeram um material inédito. O lançamento coincide com os Protestos no Brasil, o disco aborda várias críticas sociais, principalmente no single do álbum, "Brasileiro". O disco foi muito bem recebido pela crítica durante todo o lançamento e trabalho de singles, com a execução de "Brasileiro", "Mucambo Cafundó", "Despedida" e "Enquanto Eu Passar Na Sua Rua" em algumas rádios do Brasil, como a Rádio Rock 89,1FM de São Paulo e a Cidade 99,1FM em Fortaleza; além de ter ótimas colocações no Deezer, Spotify e outros streamings.
Em uma entrevista à revista Rolling Stone em 2013, Gabriel afirma: ''Quando gravamos "Brasileiro", em 2012, não sabíamos que o lançamento coincidiria com as manifestações do ano passado. Foi algo imprevisível, mas estava em sintonia com a nossa geração.''
O single “Mucambo Cafundó” (originalmente do álbum Aprendendo a Mentir) foi relançado de forma nacional; houve influência das bandas Queen e The Beatles nos arranjos das músicas “Crescer Dói” e “Sr. Coronel”.
Com o lançamento deste disco o grupo mudou de residência, a mudança para São Paulo se deu por ambições profissionais. Durante 10 dias, chegaram a morar junto com a banda Vivendo Do Ócio, logo depois arranjaram um apartamento apenas para a banda. Nesse momento, que as composições para o próximo disco começava a surgir, o quarteto agora estavam morando juntos, assim em abril de 2014 se apresentaram no festival Lollapalooza ao lado de Arcade Fire e Soundgarden, onde ouve o lançamento do single “Bem-Vindo Ao Brasil”. Sobre essa faixa, Gabriel conta “Sabíamos que seria uma época estranha. Decidimos lançar uma música divertida, irônica e com um humor meio Nelson Rodrigues falando sobre o complexo de vira-lata do brasileiro.” O single foi produzido por Paul Ralphes, que já havia trabalhado com grandes bandas brasileiras, como Engenheiros do Hawaii. Futuramente, Paul iria trabalhar mais vezes com a banda.

### Praieiro, shows internacionais (2014-2018)
Ainda em 2014, os integrantes criaram um projeto de crowdfunding (financiamento coletivo) para produzir o terceiro álbum do grupo. Para quem apoiasse o projeto havia várias opções de recompensa como pôster autografado, CD autografado. E em 2015 o grupo inicia o processo de gravação de mais um disco.
Em março de 2016, de forma independente, eles lançam o terceiro álbum de estúdio intitulado Praieiro. O disco é uma ode à antiga vida levada pelo quarteto na cidade de Fortaleza. Diferente dos discos anteriores, onde as músicas são mais voltados apenas para o rock, o novo trabalho explora também outras referências e elementos musicais. Mais dançante, com a presença de ritmos como o reggae e uso de instrumentos de percussão. A performance do grupo que teve o single “Tarde Livre”  foi eleito pelos leitores da Rolling Stone Brasil como o melhor de 2016, é focada em um som folk-pop, com influências regionais.
A gravação do videoclipe do single “Guetos Urbanos” foi gravado na comunidade Serviluz, na Praia do Titanzinho, considerada o berço do surfe cearense. O grupo escolheu a comunidade após receber um vídeo de crianças que participam das atividades do Instituto Povo do Mar (IPOM) cantando a faixa. Quanto ao single “Dois de Fevereiro”, o videoclipe foi inspirado no trabalho de Storm Thorgeson (design das capas do Pink Floyd), traz apelo psicodélico e foi gravado no litoral leste do Ceará e no Rio Grande do Norte. Dirigido por Cléver Cardoso, o vídeo busca cruzar imagens e a sonoridade da música, ao invés de contar uma história linear, conforme sugere a própria letra da canção.
Em uma entrevista ao jornal O Globo em 2016, Rafael afirma:
| “ | São composições que flertam com outros estilos (reggae, funk, xote) e tudo isso já estava dentro do nosso som, apenas nunca tinha sido explorado. | ” |

Em dezembro de 2017 o grupo anunciou a primeira apresentação internacional que aconteceu em Buenos Aires, Argentina. E a banda se apresentou no Festival Lollapalooza Brasil, no Autódromo de Interlagos em São Paulo, ao lado de Pearl Jam, Imagine Dragons, Mano Brown e The Killers em 2018..
Em 2018, a banda foi para a Rússia, onde representou o Brasil em apresentações durante a Copa do Mundo FIFA graças à Brasil Music Exchange (BME), projeto de música brasileira.
Em abril de 2018 a banda gravou seu primeiro DVD ao vivo no festival Maloca Dragão. A gravação rendeu o álbum Na Maloca Dragão e contou com um publico de mais de 20 mil pessoas.

### Paraíso Portatil, Rock In Rio e Corona Vírus (2019-2020)
No inicio do ano de 2019, Gabriel Aragão, em uma live no Facebook do Jornal o Povo com o intuito de divulgar o show de lançamento do álbum ao vivo, que iria ser feito no Cineteatro São Luiz, disse que a banda estava produzindo um novo álbum, porém disse que não podia revelar o nome. Em março do mesmo ano, a banda anunciou nas suas redes sociais que no mês seguinte iriam começar as gravações do novo álbum no Fibra Studio, e nessa ocasião foi revelado o nome do álbum, Paraíso Portátil. O disco teve como produtor Paul Ralphes, que já tinha trabalhos anteriores com os Selvagens como Ao Vivo Na Maloca Dragão e o single de 2014 Bem vindo ao Brasil.
Em entrevista pro Tenho Mais Discos que Amigos!, Gabriel revelou que o disco tinha uma temática mais introspectivo. "É um disco muito pessoal e mais íntimo. Ele toca em temas mais difíceis também, que não são assuntos muito “naturais”. “Eu Não Sou Desse Mundo“, por exemplo, é uma faixa que fala sobre depressão." disse na mesma entrevista. "Ele é um disco bem pop, mas tem um pezinho na psicodelia." continuou, e afirmou que isso devia à influência do produtor Paul Raplhes. A segunda faixa "Dejá Vù" que a sonoridade remete aos anos 80, foi a primeira musica em que os vocais principais são do baixista Caio Evangelista. Em outubro a banda chegou a se apresentar no Rock in Rio, trazendo hits e e músicas do novo álbum. A banda dividiu o palco com Zimbra, Lagum e outros artistas.
Em 2020, por conta da pandemia do covid-19, a banda cancelou seus shows que faziam parte da turnê do Paraíso Portátil. Sobre a relação da situação do mundo com a temática do álbum Gabriel fala "Quando escrevi ‘Paraíso Portátil’ (música) no final de 2018, o país estava em ebulição. É engraçado como certos temas que a gente compõe, quando lançados, acabam dialogando ainda mais com o momento presente do que na hora da criação. Isso já aconteceu com os Selvagens na época do lançamento de ‘Brasileiro’, em 2013. O clipe de ‘Paraíso Portátil’ foi feito de um jeito bem livre e lúdico, com belas paisagens habitadas por um único personagem. Acho que o vídeo transmite sensações de liberdade, paz e sentido para a vida. Todos podemos experimentar mesmo estando em isolamento social. O conceito do Paraíso Portátil, tanto o disco quanto a música, é justamente o convite para um mergulho para dentro de si."
Nesse período, toda a banda, menos Gabriel, voltaram a morar em Fortaleza. Durante a quarentena, Rafa escreveu músicas sozinho e começou a produzi-las, "Eu estava usando a música como refúgio" conta. Mais tarde, essas canções fariam parte de sua carreira solo. Nesse meio tempo, a banda lançou dois singles em parceria com dois artistas. O primeiro foi "O Rio" com a banda Scalene e o outro foi regravação de "Sede ao Pote", que estava no quarto álbum da banda, juntamente com a artista nordestina Lucy Alves
No final do ano, os Selvagens foram convidados a tocar na transmissão de réveillon da cidade de Fortaleza, juntamente com artistas cearenses, como Paulo Façanha, Chambinho do Acordeon, Nayra Costa, Unidos da Cachorra, Os Transacionais e outros. Foi transmitido por emissoras públicas de televisão e a atração foi gravada no palco do Teatro São José. O Especial teve cerca de quatro horas de duração, e será feita uma contagem regressiva momentos antes da virada do ano.

### Projetos Paralelos e Fim da Banda (2021-2022)
Enquanto as medidas preventivas da pandemia ainda estavam vigentes, quase todos os Selvagens iniciaram projetos paralelos. Rafa iniciou sua carreira solo com as músicas que ele escreveu durante o tempo de isolamento, que deu como resultado o álbum Paisagens, que em algumas faixas a sua até então namorada, Marina Brasil, participou como vocais de apoio. Gabriel também iniciou sua carreira solo, lançando singles com participações variadas, com "Tempo de Partir", "Faz de Conta" com Ítalo Azevedo e Davi Cartaxo, respectivamente. Gabriel também compôs uma trilha sonora para o documentário "Malhada Vermelha". Nikão, junto com sua parceira amorosa Gabriela Parente, criaram a Carcará Records, um selo musical com objetivo de abrir oportunidades de artistas independentes para o Brasil, que abrange artistas mais voltados ao Rap.
Em outubro de 2021, os Selvagens começaram a voltar aos shows, de forma gradativa e segura, trazendo shows em homenagem aos 75 anos de Belchior, uma das referências da banda. A filha de Belchior, Vannick Belchior, participou de um desses shows, cantando algumas músicas do seu pai. Ao final desse shows, os Selvagens tocavam as suas músicas autorais.
Após um período de hiato em lançamentos inéditos, os Selvagens lançaram em março de 2023, o single "O Verão Passou, Mas O Sol Continua Aqui", de autoria de Rafa e com produção de Diego Marx. A música resgata a sonoridade do início da banda, uma atmosfera mais voltada para o indie rock. O single teve uma resposta muito positiva e impulsionou o eixo musical da banda nesse estilo musical, evidenciado no single lançado em setembro, "Por Todo o Universo", com a autoria de Aragão. Ambos os singles exploram temas atemporais, narrando a persistência de significados em uma amizade que resistiu ao teste do tempo, mesmo diante de desafios imprevistos.
Em 11 de julho de 2024, a banda anuncia uma pausa pra reestruturação e nova formulação da banda.

### Separação, disputas e nova fase (2024–2025)

#### Contexto e trajetória até a ruptura
Em meados de 2024, após mais de 15 anos de trajetória, a banda Selvagens à Procura de Lei entrou em um período de crise interna que culminou em uma separação conturbada entre seus integrantes fundadores: Gabriel Aragão, Rafael Martins, Caio Evangelista e Nicholas Magalhães. O grupo, conhecido por sua formação estável desde 2009 e por canções marcantes no cenário do rock nacional, passou a enfrentar conflitos relacionados à gestão artística e empresarial da banda.
A ruptura teve como estopim uma tentativa de mudança na formação, liderada por Gabriel Aragão, que sugeriu a saída de um dos integrantes. A proposta foi rechaçada por Rafael e Caio, e o impasse resultou no esgotamento das relações. Em julho de 2024, Gabriel anunciou unilateralmente a pausa da banda, declarando ser o fundador e o único detentor da marca Selvagens à Procura de Lei, registrada em seu nome desde 2011.

#### Divergências públicas e judicialização
Após o anúncio da pausa, os outros três integrantes se pronunciaram em notas públicas divulgadas em janeiro de 2025. Rafael Martins, compositor de diversas faixas emblemáticas da banda, lamentou a tentativa de "apagar 15 anos de história" e revelou que medidas judiciais haviam sido tomadas para contestar o uso exclusivo da marca. Nicholas descreveu o momento como um "luto", denunciando que houve uma tentativa deliberada de manipulação e isolamento dentro da banda. Caio, por sua vez, publicou uma longa carta explicando que não apoiou a proposta de exclusão de um membro e que Gabriel tomou decisões unilaterais, rompendo com a ideia de coletividade que sempre marcou a trajetória do grupo.[carece de fontes?]
Durante esse período, as redes sociais e os perfis da banda em plataformas como Spotify foram assumidos por Gabriel, que passou a alterar informações e biografias, o que causou indignação entre os ex-colegas e parte do público. As mudanças ocorreram mesmo com o entendimento jurídico de que a empresa criada pela banda, SAPDL Produções e Editora, era a legítima proprietária dos fonogramas, imagens e identidade visual do grupo. Gabriel moveu dois processos judiciais pedindo a exclusividade do nome Selvagens à Procura de Lei, mas as liminares foram negadas em ambas as ocasiões.[carece de fontes?]

#### O caso do Festival Férias na PI e a origem da disputa
O conflito ganhou proporções públicas após a inclusão da banda na programação do festival Férias na PI, em Fortaleza, sem a participação de Gabriel. A apresentação estava sendo organizada sob o nome Camaleões Selvagens, grupo formado por Rafael, Caio e Nicholas para tocar o repertório clássico da banda. No entanto, por erro de divulgação da prefeitura, a apresentação foi anunciada como sendo da banda Selvagens à Procura de Lei, o que gerou o primeiro embate direto sobre o uso do nome. Gabriel interveio para cancelar o show, o que resultou na exposição pública da crise e deu início ao processo de judicialização.

#### Cor dos Olhos: o novo projeto dos ex-integrantes
Diante da impossibilidade de seguir com o nome original, Rafael, Caio e Nicholas fundaram oficialmente em 2025 a banda Cor dos Olhos, mantendo a sonoridade indie/rock e elementos líricos que marcaram sua trajetória. O novo projeto foi apresentado como uma continuidade da essência criativa dos três músicos, agora livres das amarras legais e emocionais que marcavam os últimos anos da banda anterior.
Cor dos Olhos estreou com novas composições e iniciou um processo de divulgação independente. Nas palavras de Nicholas, o projeto representa "uma reconstrução espiritual e profissional", enquanto Caio reforçou que a decisão de mudar de nome foi um ato de respeito à história que construíram como Selvagens — mas que agora precisava seguir sob uma nova bandeira.

#### Retorno de Gabriel Aragão com nova formação
Enquanto isso, Gabriel Aragão anunciou em janeiro de 2025 o retorno oficial da banda Selvagens à Procura de Lei com nova formação: Plínio Câmara (guitarra), Matheus Brasil (bateria) e Jonas Rio (baixo), todos músicos de Fortaleza. Em fevereiro de 2025, o grupo lançou o single "Pra Recomeçar", sinalizando uma nova fase com sonoridade mais pesada e letras introspectivas. O álbum Y, previsto para 2025, foi anunciado como "o trabalho mais visceral da carreira" segundo Gabriel.
A nova formação manteve o nome original da banda, com Gabriel se apresentando como vocalista, guitarrista e responsável criativo pela nova fase. A decisão de seguir com o nome gerou reações mistas entre os fãs, especialmente os mais antigos, que passaram a dividir opiniões sobre a legitimidade dessa nova encarnação da banda.

#### Repercussão e legado
A separação da formação original de Selvagens à Procura de Lei teve forte repercussão na imprensa e nas redes sociais. O caso foi tratado como um dos mais marcantes rompimentos de bandas brasileiras nos últimos anos, levantando debates sobre autoria coletiva, controle de marca, gestão de carreira e lealdade entre sócios-artistas. A comoção dos fãs ficou evidente nas mensagens públicas, tatuagens com trechos de músicas e na mobilização para entender os dois lados da história.
Mesmo após a separação, os quatro membros originais seguem em atividade musical. A nova formação de Selvagens à Procura de Lei, liderada por Gabriel, continua em turnê e com novos lançamentos, enquanto Cor dos Olhos prepara seu primeiro álbum e agenda shows pelo Brasil.

#### Formação antiga (2009–2024)
- Gabriel Aragão – vocal, guitarra, teclado
- Rafael Martins – vocal, guitarra
- Caio Evangelista – vocal, baixo, sintetizadores
- Nicholas Magalhães – vocal, bateria

#### Formação atual (2025–presente)
- Gabriel Aragão – vocal, guitarra, teclado
- Plínio Câmara – guitarra
- Matheus Brasil – bateria
- Jonas Rio – baixo

### Retorno e nova formação (2025)
Em janeiro de 2025, a banda retorna com uma nova formação, liderada por Gabriel Aragão, único integrante original, e com Jonas Rio (baixo), Matheus Brasil (bateria) e Plínio Câmara (guitarra), músicos egressos dos grupos Left Inside, Projeto Rivera e Casa de Velho, respectivamente. Com a nova formação, anunciam o single "Pra recomeçar" para 14 de fevereiro.

## Legado
A banda, com um pouco mais de 10 anos em atividade, ja possui diversos legados. Trouxeram o discurso político de volta ao rock nacional em 2013 com o single Brasileiro, faixa que mostrou a banda a um público maior. Figuraram na lista de melhores músicas de 2016 da Rolling Stone Brasil, com o single Tarde Livre. Já em 2017, com o clipe Guetos Urbanos, a banda mostrou ao mundo a comunidade cearense do Titanzinho, berço do surf local. 
Em 2018 se apresentaram na Argentina, onde gravaram o clipe Gostar Só Dela. Também foram eleitos pela Revista Exame uma das cinco bandas que estão mudando a música brasileira. Além de chegar a tocar na Rússia em 2018, durante a Capa do Mundo. Em 2019 também foram a primeira banda cearense, e uma das únicas do Brasil, a doar um item para o Hard Rock Café, o item em questão é o Mucambo, o escafandro estampado no capa do Aprendendo a Mentir.
Em 2020, a banda foi indicada para o Prêmio Dynamite de Música Independente, do site Dynamite, com o disco Paraíso Portátil como melhor lançamento de rock.

## Prêmios
| Ano  | Prêmio                 | Categoria                 | Indicação                  | Resultado |
| ---- | ---------------------- | ------------------------- | -------------------------- | --------- |
| 2012 | MTV VIdeo Music Brasil | Aposta MTV                | Selvagens à Procura de Lei | Indicado  |
| 2016 | Revista Rolling Stone  | Melhor Single do Ano 2016 | Tarde Livre                | Venceu    |
| 2020 | Prêmio Dinamite        | Melhor Lançamento de Rock | Paraíso Portátil (álbum)   | Indicado  |

## Integrantes

### Atuais
- Gabriel Aragão - vocal, guitarra e teclado
- Jonas Rio - baixo
- Matheus Brasil - bateria
- Plínio Câmara - guitarra

### Ex-integrantes
- Rafael Martins - vocal e guitarra
- Caio Evangelista - vocal, baixo e sintetizadores
- Nicholas Magalhães (Nikão) - vocal e bateria
- Rodrigo Brasil - Baixo

## Discografia

### Álbuns de Estúdio
| Ano  | Informações do Álbum                                                                        | Gravadora / Selo | Produção                       |
| ---- | ------------------------------------------------------------------------------------------- | ---------------- | ------------------------------ |
| 2011 | Aprendendo a Mentir - Lançamento: 8 de julho de 2011 - Formato: CD, Streaming               | Independente     | Iuri Freiberger                |
| 2013 | Selvagens à Procura de Lei - Lançamento: 4 de junho de 2013 - Formato: Vinil, CD, Streaming | Universal Music  | David Corcos                   |
| 2016 | Praieiro - Lançamento: 1 de março de 2016 - Formato: CD, Streaming                          | Independente     | David Corcos                   |
| 2019 | Paraíso Portatil - Lançamento: 8 de novembro de 2019 - Formato: CD, Streaming               | Independente     | Paul Ralphes                   |
| 2025 | Y - Lançamento: 9 de maio de 2025 - Formato: Streaming                                      | Orangeira Music  | Gabriel Aragão, Matheus Brasil |

### Álbum Ao Vivo
| Ano  | Informações do Disco                                                       | Local            | Público         |
| ---- | -------------------------------------------------------------------------- | ---------------- | --------------- |
| 2019 | Na Maloca Dragão - Lançamento: 1 de fevereiro de 2019 - Formato: Streaming | Fortaleza, Ceará | +20.000 pessoas |

### EP's (Extended Plays)
| Ano  | Informações do EP                                                                                             | Gravadora / Selo | Produção      |
| ---- | --- | ---------------- | ------------- |
| 2010 | Talvez eu Seja Mesmo Calado, mas eu sei Exatamente o que eu Quero - Lançamento: 2010 - Formato: CD, Streaming | Independente     | Moisés Veloso |
| 2010 | Suas Mentiras Modernas - Lançamento: 2010 - Formato: CD, Download Digital                                     | Independente     | Desconhecido  |
| 2011 | Lado C - Lançamento: 2011 - Formato: CD, Download Digital                                                     | Independente     | Desconhecido  |
| 2025 | Pra Recomeçar Abril de 2025 Formato: Streaming                                                                | Orangeira Music  | Não informado |

### Singles
| Ano  | Informações do Single | Gravadora / Selo | Produção                   |
| ---- | --- | ---------------- | -------------------------- |
| 2014 | Bem-Vindo ao Brasil - Lançamento: 4 de junho de 2014 - Formato: Streaming - Composição: Gabriel Aragão                                                                                           | Universal Music  | Paul Ralphes               |
| 2018 | Gostar Só Dela - Lançamento: 9 de março de 2018 - Formato: Streaming - Composição: Gabriel Aragão, Rafa Martins                                                                                  | Independente     | Paul Ralphes               |
| 2018 | Jamoga (Feat. Roberta Campos) - Lançamento: 28 de setembro de 2018 - Formato: Streaming - Composição: Gabriel Aragão                                                                             | Independente     | Paul Ralphes               |
| 2018 | Solidão Me Levou - Lançamento: 12 de outubro de 2018 - Formato: Streaming - Composição: Rafa Martins                                                                                             | Independente     | Paul Ralphes               |
| 2020 | O Rio (Feat. Scalene) - Lançamento: 6 de novembro de 2020 - Formato: Streaming - Composição: - Selvagens: Gabriel Aragão, Rafa Martins, - Scalene: Gustavo Bertoni, Tomás Bertoni, Lucas Furtado | Slap             | Diego Marx                 |
| 2021 | Sede ao Pote (Feat. Lucy Alves) - Lançamento: 5 de fevereiro de 2021 - Formato: Streaming - Composião: Rafa Martins                                                                              | Independente     | Selvagens à Procura de Lei |
| 2021 | Ali (Cover de Skank) - Lançamento: 5 de agosto de 2021 - Formato: Streaming - Composição: Nando Reis, Samuel Rosa - Observações:                                                                 | Independente     | Pedro Ferreira             |
| 2023 | O Verão Passou, Mas o Sol Continua aqui - Lançamento: 10 de março de 2023 - Formato: Streaming - Composição: Rafa Martins                                                                        | Independente     | Diego Marx                 |
| 2023 | Por Todo O Universo - Lançamento: 15 de Setembro de 2023 - Formato: Streaming - Composição: Gabriel Aragão, Rafa Martins                                                                         | Independente     | Não informado              |